# Vargem, São Paulo
Vargem là một đô thị ở bang São Paulo của Brasil. Đô thị này nằm ở vĩ độ 22º53'20" độ vĩ nam và kinh độ 46º24'49" độ vĩ tây, trên khu vực có độ cao 845 m. Dân số năm 2004 ước tính là 7.985 người. Đô thị này có diện tích 142,96 km².

### Sông ngòi
- Rio Jaguari.
- Usina Jaguari

### Các xa lộ
- BR-381